# 安蔭巴士總站
安蔭巴士總站（英語：On Yam Bus Terminus）是香港的一個巴士總站，位於葵青區安蔭安足街盡頭的安蔭商場對出。現有5條巴士路線以本站作為總站及4條巴士路線途經本站。

## 歷史
本站在1993年底，為配合慈幼葉漢小學由石蔭邨遷往安蔭邨而啟用，當時安蔭邨尚未完工入伙，翌年第1期（即嘉蔭、康蔭、祥蔭）才落成入伙，但由於該3座樓宇位於安捷街南側，距離安足街有一段距離，直至第2期及商場落成後，本站使用人流才開始提升。

## 總站路線資料 (巴士)

### 九龍巴士35A、35X線
35A
- 安蔭 ↔ 尖沙咀東

35X
- 葵涌（安蔭） ↔ 尖沙咀東

2015年3月23日投入服務，取代35S線，只於平日繁忙時間服務。

### 九龍巴士235線
- 安蔭 ↺ 荃灣

### 九龍巴士235M線
- 安蔭 ↔ 葵芳站

### 過海隧道巴士935線
- 安蔭 → 灣仔（菲林明道）

只於平日繁忙時間提供服務，上午有部份班次由安蔭開出。

## 總站路線資料（專線小巴）

### 新界區專線小巴403A線
- 安蔭 ↔ 沙田市中心

## 途經路線資料 (巴士）

### 九龍巴士31線
- 荃灣西站 ↺ 石籬

### 九龍巴士N237線
- 美孚 ↺ 葵盛

### 過海隧道巴士935線
- 石籬（大隴街） ↔ 灣仔（菲林明道）

本線於下午繁忙時間服務時會途經安蔭，後前往石籬。

### 過海隧道巴士936線
- 石圍角 ↔ 銅鑼灣（棉花路）

上午往銅鑼灣（棉花路）

## 途經路線資料 (專線小巴）

### 新界區專線小巴86A線
- 荃灣（川龍街） ↔ 石籬（梨貝街）

### 新界區專線小巴403X線
- 大圍站 ↔ 石梨（梨貝街）

### 新界區專線小巴406線
- 石籬 ↺ 葵盛

### 新界區專線小巴410線
- 石蔭 ↔ 瑪嘉烈醫院K座

## 本站設計
| 車坑分佈（以入口最左邊起計） | 車坑分佈（以入口最左邊起計） | 車坑分佈（以入口最左邊起計）           |
| 車坑編號                     | 車坑數目                     | 路線                                   |
| ---------------------------- | ---------------------------- | -------------------------------------- |
| 1                            | 單坑通道                     | 九巴235M、935（往灣仔）線              |
| 2                            | 雙坑通道                     | 九巴35A、35X、N237線                   |
| 3                            | 單坑通道                     | 九巴235線                              |
| 4                            | 雙坑通道                     | 九巴31、935（往石籬）936（往銅鑼灣）線 |
| \                            | 公共馬路                     | -                                      |

## 外部連結
- 荃葵青交通總站巡禮 - 安蔭 （页面存档备份，存于）
- 九龍巴士（1933） （页面存档备份，存于）